# Schizocosa cotabatoana
Schizocosa cotabatoana este o specie de păianjeni din genul Schizocosa, familia Lycosidae, descrisă de Alberto Barrion și Litsinger, 1995.
Este endemică în Filipine. Conform Catalogue of Life specia Schizocosa cotabatoana nu are subspecii cunoscute.